# Giotto di Bondone
Giotto di Bondone, italijanski slikar in arhitekt, * 1267 ali 1276, Vespignano, Italija, † 8. januar 1337, Firenze, Italija.
Giotto di Bondone, bolj znan kot Giotto (italijansko: [dʒɔtto]), je bil italijanski slikar in arhitekt poznega srednjega veka iz Firenc. Na splošno velja za prvega v vrsti velikih umetnikov, ki so prispevali delež k pozni srednjemu veku in razcvetu pred italijansko renesanso.
Giottov sodobnik, bankir in kronist Giovanni Villani je zapisal, da je Giotto »najbolj suveren mojster slikarstva tedanjega časa, ki je vse like in njihove položaje obdelal v skladu z naravo. Zato je dobil plačilo mesta Firence v skladu z njegovim talentom in odličnostjo«.
Giorgio Vasari, umetnostni zgodovinar poznega 16. stoletja, opisuje Giotta kot tistega, ki je odločilno prekinil z do tedaj prevladujočim bizantinskim slogom in velja kot začetnika »velike slikarske umetnosti, kot jo poznamo danes, uvedel je tehniko natančnega risanja življenja, ki je bila zanemarjena več kot dvesto let«.

## Življenje in delo

### Zgodnja leta
Splošno razširjeno mnenje je bilo, da je bil Giotto rojen na hribovski kmetiji, morda v Colle di Romagnano ali Romignano; od leta 1850 stoji v bližini Colle Vespignano, zaselku 35 kilometrov severno od Firenc hiša, na kateri je spominska plošča v čast njegovega rojstnega kraja. Najnovejše raziskave kažejo, da se je dejansko rodil v Firencah, sinu kovača. Očetovo ime je bilo Bondone. Večina strokovnjakov je sprejela dejstvo, da je bilo Giotto njegovo pravo ime, lahko pa bi bila tudi okrajšava za Ambrogio (Ambrogiotto) ali Angelo (Angelotto).
Leto njegovega rojstva so izračunali iz podatkov, da je Antonio Pucci, mestni glasnik v Firencah napisal pesem v čast Giotta, v kateri stoji številka 70 kot starost ob njegovi smrti. Lahko pa, da se izraz »sedemdeset« prilega rimi v pesmi, tako da je možno, da jo Pucci uporablja v umetniškem smislu.
Giorgio Vasari v knjigi Življenje umetnikov piše, da je bil Giotto pastir, vesel in inteligenten otrok, ki so ga imeli radi vsi, ki so ga poznali. Florentinski slikar Cimabue je odkril Giottove slike ovc na skali. Bile so tako realistične, da se je Cimabue približal očetu Bondoneju in vprašal, če bi lahko vzeli fanta kot vajenca. Cimabue je bil eden od dveh najbolj znanih slikarjev Toskane, drugi je bil Duccio, ki je deloval predvsem v Sieni.
Vasari je napisal več takih zgodb o Giottovi spretnosti. Piše, da je, ko je bil Cimabue odsoten iz delavnice, njegov mladi vajenec naslikal tako realističen obraz, da ga je Cimabue poskušal večkrat popraviti. Vasari se sklicuje tudi, da je papež poslal kurirja, da Giotta prosi, naj mu pošlje risbo kot dokaz svoje spretnosti. Giotto je narisal v rdeči barvi krog, tako popoln, da se je zdelo, kot da je sestavljen s pomočjo šestila in sel ga je odnesel papežu.
Mnogi znanstveniki danes niso prepričani o Giottovem usposabljanju. Giottova dela imajo veliko lastnosti rimskih slik poznega 13. stoletja. Cimabue je delal v Rimu, kjer je bila v tem obdobju dejavna lokalna šola slikarjev fresk, od katerih je bil najbolj znan Pietro Cavallini. V Rimu pa je delal tudi znameniti florentinski kipar in arhitekt Arnolfo di Cambio.

### Freske Zgornje cerkve v Assisiju
Iz Rima je Cimabue odšel slikat nekaj velikih fresk v novozgrajeno baziliko sv. Frančiška Asiškega v Assisiju, in verjetno je, da je šel Giotto z njim. Atributi freske iz cikla Življenje svetega Frančiška v Zgornji cerkvi, so eni od najbolj nasprotujočih v umetnostni zgodovini. Dokumente Frančiškovih bratov, ki se nanašajo na umetniško komisijo v tem obdobju, so uničili Napoleonovi vojaki, ki so v Zgornji cerkvi bazilike imeli hleve za konje in brez drugih virov je strokovna javnost razdeljena glede tega, ali je bil Giotto avtor Frančiškovega cikla. V odsotnosti listinskih dokazov o nasprotnem je obveljalo, da pripisujejo vse freske v Zgornji cerkvi, ki niso bile očitno Cimabuejeve, Giottu. Nekateri od preostalih biografskih virov, kot sta Ghiberti in Riccobaldo iz Ferrare kažejo, da je freska iz cikla Življenja svetega Frančiška v Zgornji cerkvi njegovo najzgodnejše samostojno delo.
Tehnični pregledi in primerjave potez in tehničnih posebnosti slikarij delavnic v Assisiju in Padovi v letu 2002 so dali trdne dokaze, da Giotto ni slikal tega cikla. Obstaja namreč veliko razlik med ciklom Svetega Frančiška in freskami v kapeli Scrovegni (Arena), ki si jih je težko razložiti z vidika slogovnega razvoja umetnika. Čisto možno je, da je freske v Assisiju naslikalo več rok, in da so bili umetniki verjetno iz Rima.

### Druga dela
Vasari pripisuje Giottu avtorstvo velikega števila slik, med drugim, kot je splošno sporno, tudi freske v Assisiju. Po Vasariju, so Giottovo zgodnje delo slikarije za dominikanski samostan Santa Maria Novella. To so freske Marijino oznanjenje in ogromno razpelo Križanega, visoko približno 5 m. Datirano je okoli leta 1290 in je torej iz istega časa kot freske v Assisiju. Druga zgodnja dela so San Giorgio alla Costa Madonna in otrok zdaj v Škofijskem muzeju Santo Stefano al Ponte v Firencah in podpisana slika Stigme Svetega Frančiška, prej v San Francesco v Pisi, danes v Louvru.
Leta 1287, v starosti okoli 20 let, se je Giotto poročil z Ricevuto di Lapo del Pela, znano kot "Ciuta". Par je imel številne otroke, od katerih se je eden, Francesco, tudi izšolal za slikarja. Giotto je, ob Cimabueju, delal v Rimu od 1297-1300. V cerkvah je nekaj sledov njegove navzočnosti ostalo do danes. V baziliki Svetega Janeza Laterana je na nosilcu desno od vhoda majhen del freske iz cikla narejenega za jubilejno leto 1300 imenovano po Bonifaciju VIII. V tem času je tudi poslikal poliptih Badia, ki je zdaj v galeriji Uffizi v Firencah.
Slava Giotta kot slikarja se je širila. Bil je imenovan za delo v Padovi in v Riminiju, kjer je danes ostalo le Križanje v cerkvi Svetega Frančiška, naslikano pred letom 1309. To delo je vplivalo na vzpon Riminijske šole (Scuola Riminese), ki sta jo vodila Giovanni in Pietro da Rimini. Glede na dokumente iz 1301 in 1304 je imel Giotto v tem času velika posestva v Firencah in verjetno je, da je imel že kar veliko delavnico ter prejemal naročila iz vse Italije.

### Kapela Scrovegni
Okoli leta 1305 je Giotto izpeljal svoje najpomembnejše delo, poslikavo notranjosti kapele Scrovegni v Padovi. Enrico degli Scrovegni je naročil kapelo, da bi služila družini za čaščenje in grobnico, čeprav je bila v bližini župnijska cerkev. Ta kapela je na zunaj zelo preprosta gotska stavba iz rožnate opeke, ki je bila zgrajena ob starejši palači, ki jo je posedoval Scrovegni. Palača, ki je zdaj ni več, in kapela sta stali na kraju rimske arene, zaradi česar se je udomačilo ime kapela Arena.
Kapela predstavlja prvi velik korak v zgodovini renesančnega slikarstva. Tema je Odrešitev in daje poudarek na Devici Mariji, ki ji je kapela posvečena, tudi Marijino oznanjenje in Devica ljubezni. Kot je bilo običajno v srednjeveškem obdobju v Italiji, na zahodni steni prevladuje Poslednja sodba. Na obeh straneh prezbiterija so slike o angelu Gabrielu in Devici Mariji, ki prikazujejo oznanjenje. Ta prizor je vključen v cikel o življenju blažene Device Marije in Kristusa. Vir za življenje Marije je Zlata legenda Jacopa da Voragine, življenje Kristusa pa črpa iz Meditacije o življenju Jezusa Kristusa, od Psevdo-Bonaventure. Freske so več kot zgolj ilustracije znanih besedil, so pa znanstveniki odkrili številne vire za interpretacijo Giottovih svetih zgodb.
Cikel je razdeljen na 37 prizorov, razporejenih okrog stranskih sten v treh stopnjah. Začne se v zgornjem delu pri zgodbi Janeza in Ane, staršev Marije in nadaljuje z zgodbo o Mariji. Jezusovo življenje zaseda dve vrsti. Poslednja sodba zapolnjuje celoten slikovni prostor na zadnji steni.
Desna zgornja stopnja obravnava življenje Marijinih staršev, levo njeno zgodnje življenje, v sredini pa zgodnje življenje in Kristusovi čudeži.
Spodnji del na obeh straneh prikazuje Kristusov pasijon. Upodobljen je predvsem v profilu, kot je bilo v navadi v preteklosti, ko so upodabljali pomembne osebe. Njegove oči nenehno opozarjajo na pravice. Proti koncu je slika Judežev poljub, ki prikazuje dramatične okoliščine tega dogodka.
Velik del modre barve se je v freski s časom odluščil. To je zato, ker je Enrico degli Scrovegni odredil, da zaradi cene barvila ultramarin modre, ki se je uporabljal, mora to naslikati na vrhu že suhe štukature, da ohrani svoj lesk. Iz tega razloga je razpadla hitreje kot druge barve, ki so bile naslikane v mavec. Primer tega razpada je jasno razviden na Kristusovi halji ko sedi na oslu.
Med prizori so tudi štiri slike prizorov iz stare zaveze.
Giottov slog delno temelji na trdni kompozicijah klasično učinkujoče skulpture Arnolfa di Cambia. Za razliko od tistih, ki sta jih slikala Cimabue in Duccio, Giottove osebe niso stilizirane ali podolgovate in ne sledijo bizantinskim modelom. So trdno tridimenzionalne, imajo obraze in kretnje, ki temeljijo na natančnem opazovanju in niso oblečene v formalno draperijo, ampak oblačila, ki visijo naravno in imajo obliko in težo. Bil je za svoj čas pogumen in je obraz obrnil v profil ali celo vstran od gledalca, navznoter. S hrbtom proti opazovalcu je ustvarjal iluzijo prostora. Tisti, katerih obraze lahko vidimo, kažejo postopno izražanje čustev, ostali pa so obrnjeni od skupine z osvetljenim ozadjem. S tem načinom je Giotto postavil nove standarde figuralnega slikarstva.
Slavne so slike iz serije Čaščenje svetih treh kraljev, v kateri komet - zvezda iz Betlehema dominira po nebu. Giotto se je zgledoval po videzu Halleyjevega kometa iz leta 1301. Še en znan prizor je slika Žalovanje, v kateri je Giotto prilagodil tradicionalno bizantinsko ikonografijo scene in ustvaril čustveno predstavitev, ki pritegne gledalca v sveti pripovedi. Giottovo upodabljanje človeškega obraza in čustev postavlja njegovo delo nasproti njegovim sodobnikom. Ko se osramočeni Janez vrne na žalostno pobočje, dva mlada pastirja pogledati vstran. Vojak, ki vleče kričavega otroka od matere pri pokolu nedolžnih, počne to z glavo sključen do ramen in se vidi sram na obrazu. Ljudje na poti v Egipt govorijo o Mariji in Jožefu.

### Druga dela v Padovi
Med deli so freske v Padovi, ki so izgubljene v baziliki Svetega Antona in v Palazzo della Ragione, ki pa so iz kasnejšega bivanja v Padovi.
Številni slikarji iz severne Italije so vplivali na Giottovo delo v Padovi, med njimi Guariento, Giusto de 'Menabuoi, Jacopo Avanzi in Altichiero.

### Zrela dela
Med letoma 1306 in 1311 je Giotto delal v Assisiju, kjer je naslikal freske v prečni ladji Spodnje cerkve, vključno Kristusovo življenje, Frančiškove alegorije in Magdalenino kapelico z zgodbami iz Zlate legende, vključno portret škofa Teobalda Pontana, ki je bilo naročeno delo.
Leta 1311 se je Giotto vrnil v Firence. Dokument iz leta 1313 kaže, da je pred tem preživel neko obdobje v Rimu.

#### Madona z otrokom na prestolu med angeli in preroki
V Firencah je Giotto naslikal oltarno sliko znano kot Ognissanti Madona (Madona z otrokom na prestolu med angeli in preroki), ki je zdaj v galeriji Uffizi. Bila je naslikana za cerkev Ognissanti (Vsi svetniki) v Firencah, ki je bila zgrajena za obskurno vero znano kot Humiliati. To je velika slika (325 x 204 cm) in strokovnjaki so razdeljeni v tem ali je bila narejena za glavni oltar cerkve, kjer na bi jo gledali predvsem duhovniki ali za tisti del, kjer bi jo lažje videli obiskovalci cerkve.

#### Kapela Santa Croce
Po mnenju Lorenza Ghibertija, naj bi Giotto poslikal kapelo za štiri različne florentinske družine v cerkvi Santa Croce. Vasari je opredelil te štiri kapele: kapela Bardijev (Življenje Svetega Frančiška), kapela Peruzzijev (Življenje Janeza Krstnika in Sveti Janez Evangelist, morda tudi poliptih Madona vseh svetnikov zdaj v muzeju umetnosti v Raleigh, Severna Karolina) in izgubljena kapela Giugni (Zgodbe apostolov) in kapela Tosinghi Spinelli (Zgodbe Device Marije). Kot skoraj vse v Giottovi karieri, so sporni datumi fresk, ki so ostali v cerkvi Santa Croce.

#### Triptih Stefaneschi
Leta 1320 je Giotto zaključil Stefaneschijev triptih, ki je zdaj v Vatikanskih muzejih, za kardinala Jakoba (ali Jacopo) Gaetana Stefaneschija. Ta je naročil okrasiti apsido bazilike Svetega Petra s ciklusom fresk, ki so bile uničene med prenovo v 16. stoletju. Glede na Vasarijev zapis, je Giotto ostal v Rimu šest let in dobil številna naročila v Italiji in na papeškem sedežu v Avignonu.

### Pozna dela
Leta 1328 je bil končan oltar v kapeli Baroncelli v cerkvi Santa Croce v Firencah. To delo, prej pripisano Giottu, sedaj verjamejo, da je predvsem delo pomočnikov, vključno Taddeo Gaddijem, ki je kasneje poslikal kapelo. Giotta je poklical neapeljski kralj Robert Anžujski v Neapelj, kjer je ostal s skupino učencev do leta 1333. Nekaj Giottovih neapeljskih del je preživelo: fragment freske Žalovanje Kristusa v cerkvi Santa Chiara in Slavni moški naslikana na oknih kapele Santa Barbara na Castel Nuovo (ki so jo verjetno naslikali njegovi učenci). Leta 1332 ga je kralj Robert imenoval "prvi dvorni slikar" z letno pokojnino.
Po Neaplju je Giotto ostal za nekaj časa v Bologni, kjer je naslikal poliptih za cerkev Santa Maria degli Angeli in, glede na vire, izgubljen okras kapele na gradu kardinala Legata.
Leta 1334 je bil Giotto imenovan za glavnega arhitekta Firenške stolnice; od njega naj bi bil stolp Campanile (začetek gradnje 18. julija 1334) in ki nosi njegovo ime, vendar ni bil dokončan po njegovih načrtih. Dokončal ga je njegov naslednik in goreč privrženec, Andrea Pisano.
Pred letom 1337 je bil v Milanu z Azzone Viscontijem, a tukaj ni sledu o njegovih delih. Njegovo zadnje znano delo narejeno s pomočjo pomočnikov, je dekoracija kapele Podestà v Bargellu v Firencah.
V svojih zadnjih letih je Giotto postal prijatelj z Boccacciom in Sacchettijem, ki ga pokažeta v svojih zgodbah. V Božanski komediji je Dante (1265 - 1321) priznal veličino njegovega dela skozi besede slikarja v Purgatorio (XI, 94-96).

## Zapuščina
Giotto je umrl v januarju 1337. Po zapisih Vasarija je bil pokopan v notranjosti cerkve Santa Maria del Fiore, stolnice v Firencah. Grob naj bi bil na levi od vhoda. Mesto je označeno z belo marmorno ploščo. Po mnenju drugih virov je bil pokopan v cerkvi Santa Reparata. Ta na videz nasprotujoča si poročila je mogoče razložiti z dejstvom, da ostanki predhodnice stolnice, cerkve Sante Reparate, ležijo neposredno pod katedralo in je cerkev še naprej v uporabi, medtem ko se je gradnja katedrale nadaljevala v začetku 14. stoletja.
Med izkopavanjem leta 1970 so odkrili pod tlakom Sante Reparate kosti na mestu, ki je blizu mesta, ki ga omenja Vasari. Forenzična preiskava kosti, ki jo je izvedel antropolog Francesco Mallegni skupaj s skupino strokovnjakov, je v letu 2000 razkrila nekaj dejstev, ki bi lahko potrdila, da so bile kosti slikarjeve, predvsem zaradi sledi kemikalij, ki so jih vsebovale (arzen in svinec so v slikarjevem času pogosto uporabljali v mešanicah barv).
V cerkvi Santa Croce se pojavi na eni od fresk škrat, ki naj bi bil Giottov avtoportret.
Človek, ki nosi belo kapo in je naslikan v Poslednji sodbi v Padovi, naj bi bil Giottov portret. Portreta si nista podobna.
Forenzična rekonstrukcija okostja v Santa Reperata je pokazala nizkega človeka z zelo veliko glavo, velikim kljukastim nosom in enim očesom bolj poudarjenim od drugega. Kosti vratu so pokazale, da je človek preživel veliko časa z glavo nagnjeno nazaj. Sprednji zobje so bili oblikovani na način, ki je skladen s pogostim držanjem ščetke med zobmi. Moški je bil ob smrti star okoli 70 let.
Ker so italijanski raziskovalci prepričani, da telo pripada Giottu, je bilo pokopano s častjo v bližini groba Brunelleschija.
Giotto di Bondone je bil zelo bogat, slaven in uspešen umetnik. Zapustil je šest otrok in neprecenljiv umetniški temelj, na katerem je bila po splošnem prepričanju zgrajena renesančna umetnost. V njegovi umetnosti najdemo vizije, ki so se odrazile šele v 15. stoletju, predvsem pri slikarjih Masaccio, Donatello (1386-1466) in Piero della Francesca. Njegova umetnost je temeljila na naravi, zato se je soočal tako s človekovim delovanjem kot čustvovanjem. Njegove pripovedi so bile dramatične in njegova likovna spretnost je to znala imenitno prikazati.